# Arno Bay
Arno Bay – miasto w Australii, w stanie Australia Południowa.